# 達斯曼宮戰役
達斯曼宮戰役（阿拉伯语： maʿraka Qaṣr Dasmān，又稱達斯曼戰役）是波斯灣戰爭中入侵科威特時期的一場戰役，發生於1990年8月2日，交戰雙方分別是伊拉克與科威特。

## 戰役過程
1990年8月2日剛過凌晨零點零分不久，伊拉克入侵了科威特。伊拉克特種部隊約莫於凌晨四點至六點間某時，對科威特埃米爾賈比爾·艾哈邁德·薩巴赫所在的達斯曼宮（Dasman Palace）發起進攻；這些部隊被廣泛回報為直升機空降部隊，或以便服作掩護進攻。伊拉克軍隨後得到後續抵達之部隊的增援，尤其是已進軍傑赫拉東部的共和國衛隊第一漢摩拉比裝甲師，他們透過80號高速公路攻入科威特城。
戰役相當激烈，尤其是以中午為甚，但伊拉克軍最終在下午兩點時攻佔皇宮，從而結束戰役。但他們未能成功俘獲埃米爾及其顧問，因為後者早在伊拉克軍進攻前就轉移到總司令部。埃米爾的弟弟法哈德·阿哈邁德（时任亚洲奥林匹克理事会主席）也在這場保衛戰中陣亡。